# 卡斯爾頓 (馬里蘭州)
卡斯爾頓（英語：Castleton）是位於美國馬里蘭州哈福德縣的一個非建制地區。

## 地理
卡斯爾頓所處的海拔為高於海平面78米（即256英呎），而該地所採用的時區為UTC-5，即北美东部時區（EST）。同時該地設有夏令時間，為UTC-5調快一小時，即UTC-4（EDT）。